# Golimumab
Golimumab (CNTO 148) je ljudsko monoklonalno antitelo koje se koristi kao imunosupresivni lek. U prodaji je pod imenom Simponi. Golimumab prepoznaje faktor nekroze tumora-alfa (TNF-alfa), proinflamatorni molekul i stoga je TNF inhibitor.
Golimumab je odobren u Kanadi
i Sjedinjenim Državama kao jednomesečni potkožni tretman za odrasle osobe sa umerenim do jakog aktivnog reumatoidnog artritisa, psorijatičkog artritisa, i ankilozirajućeg spondilitisa.

## Literatura
- Hardman JG, Limbird LE, Gilman AG (2001). Goodman & Gilman's The Pharmacological Basis of Therapeutics (10. изд.). New York: McGraw-Hill. ISBN 0071354697. doi:10.1036/0071422803.
- Thomas L. Lemke; David A. Williams, ур. (2007). Foye's Principles of Medicinal Chemistry (6. изд.). Baltimore: Lippincott Willams & Wilkins. ISBN 0781768799.

## Spoljašnje veze
|  | Molimo Vas, obratite pažnju na važno upozorenje u vezi sa temama iz oblasti medicine (zdravlja). |